# مجلة طب الأسنان وجراحة الوجه والفكين

غلاف مجلة طب الأسنان وجراحة الوجه والفكين

مجلة طب الأسنان وجراحة الوجه والفكين (بالفرنسية: Revue de Stomatologie et de Chirurgie Maxillo-Faciale، ردمد: 0035-1768) مجلة طبية تصدر بباريس (فرنسا) منذ عام 1900 عن دار ماسون إلسيفييه للنشر، وهي اللسان الرسمي للجمعية الفرنسية لطب الأسنان وجراحة الوجه والفكين وللجمعية السويسرية لجراحة الوجه والفكين وللجمعية التونسية لجراحة الوجه والفكين وللجمعية الوطنية المغربية لجراحة الوجه والفكين، وبمساهمة الجمعية الملكية البلجيكية لطب الأسنان وجراحة الوجه والفكين.

### وصلات خارجية
- (بالفرنسية) مجلة طب الأسنان وجراحة الوجه والفكين على موقع إلسيفييه.